# Nothoadmete
Nothoadmete là một chi ốc biển, là động vật thân mềm chân bụng sống ở biển trong họ Cancellariidae.

## Các loài
Các loài trong chi Nothoadmete gồm có:
- Nothoadmete antarctica (Strebel, 1908)[2]: đồng nghĩa của Admete antarctica
- Nothoadmete consobrina (Powell, 1951)[3]
- Nothoadmete delicatula (E.A. Smith, 1907)[4]
- Nothoadmete tumida Oliver, 1982[5]